# Line Skriver
Line Lindø Skriver (født 1991) er en dansk atlet.
Skriver er medlem af Randers Freja. Hun vandt tre dansk mesterskab i højdespring indendørs 2006, 2009 og 2010 og har været på landsholdet to gange. Hun trænes af René Kvist.

## Internationale ungdomsmesterskaber
- 2007 U20-NM Højdespring 8.plads 1,58
- 2006 U20-NM Højdespring 7.plads 1,61

## Danske mesterskaber
- Guld 2011 Højdespring inde 1,70
- Guld 2010 Højdespring 1,64
- Guld 2010 Højdespring inde 1,74
- Guld 2009 Højdespring inde 1,65
- Sølv 2008 Højdespring 1,64
- Sølv 2007 Højdespring 1,61
- Guld 2006 Højdespring inde 1,61
- Bronze 2006 Højdespring inde 1,58

## Personlige rekorder
- Højdespring-ude: 1,70 2008/2009/2010
- Højdespring-inde: 1,74 2010